# 前原駅

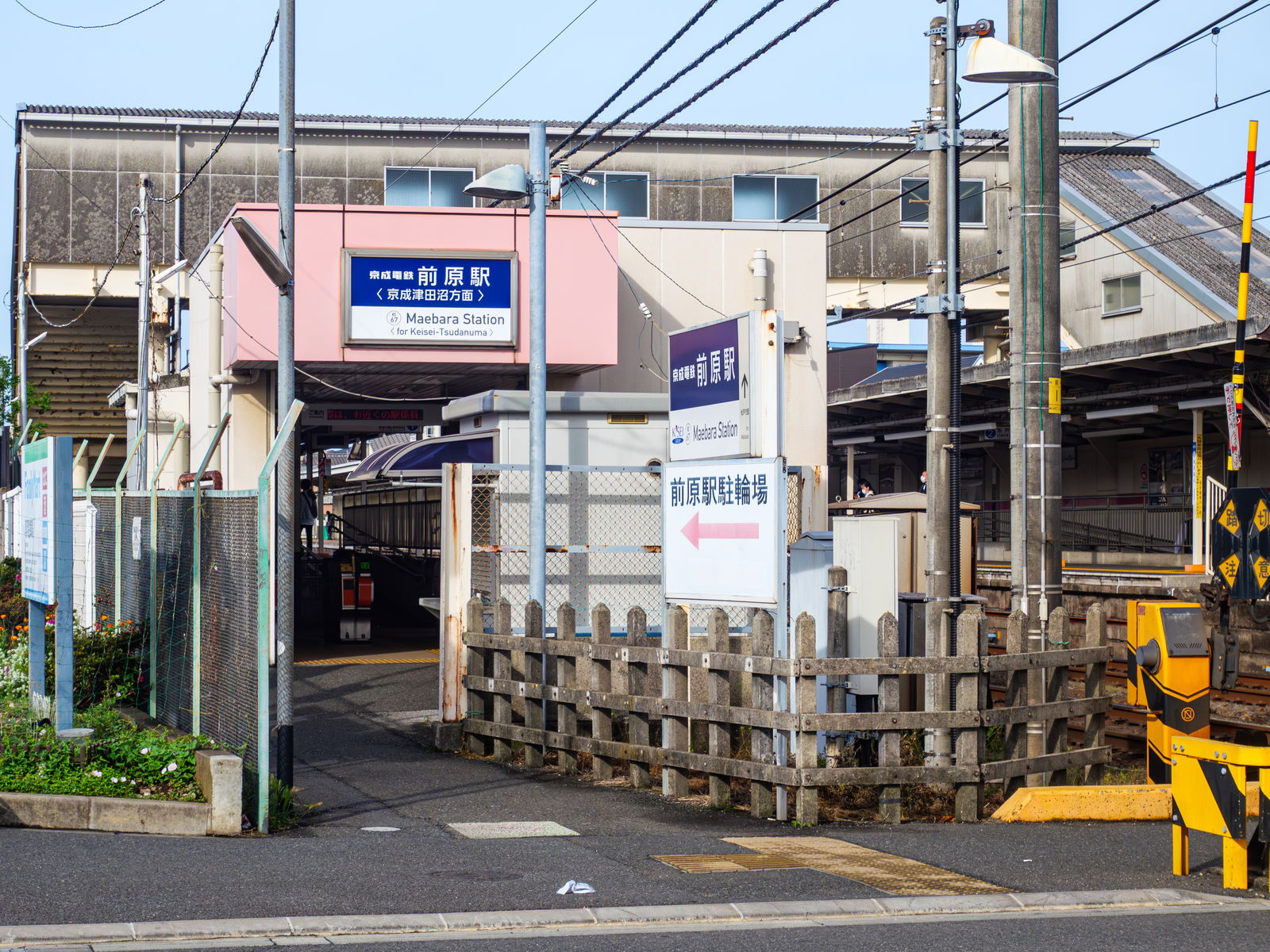
津田沼方面口（2025年5月）

前原駅（まえばらえき）は、千葉県船橋市前原西七丁目にある、京成電鉄松戸線の駅である。駅番号はKS67。

## 歴史
- 1955年（昭和30年）4月21日：新京成電鉄新京成線の駅として開業。
- 1961年（昭和36年）：当駅 - 新津田沼駅 - 京成津田沼駅間が開業[1]。
- 1968年（昭和43年）：当駅 - 藤崎台駅 - 京成津田沼駅間が廃止[1]。
- 2007年（平成19年）12月1日：遠隔監視システム導入[2]（管理駅：新津田沼駅）。それに伴い、22:00 - 翌7:00の間は駅係員が不在となる。また、改札窓口は遠隔システム導入と同時に廃止され、窓口での団体乗車券の発売等は取り扱わない。
- 2014年（平成26年）2月：駅番号「SL22」を設定[3]。
- 2025年（令和7年）4月1日：新京成電鉄が京成電鉄への吸収合併に伴い、京成電鉄松戸線の駅となる。同時に駅番号をSL22からKS67に変更[4]。

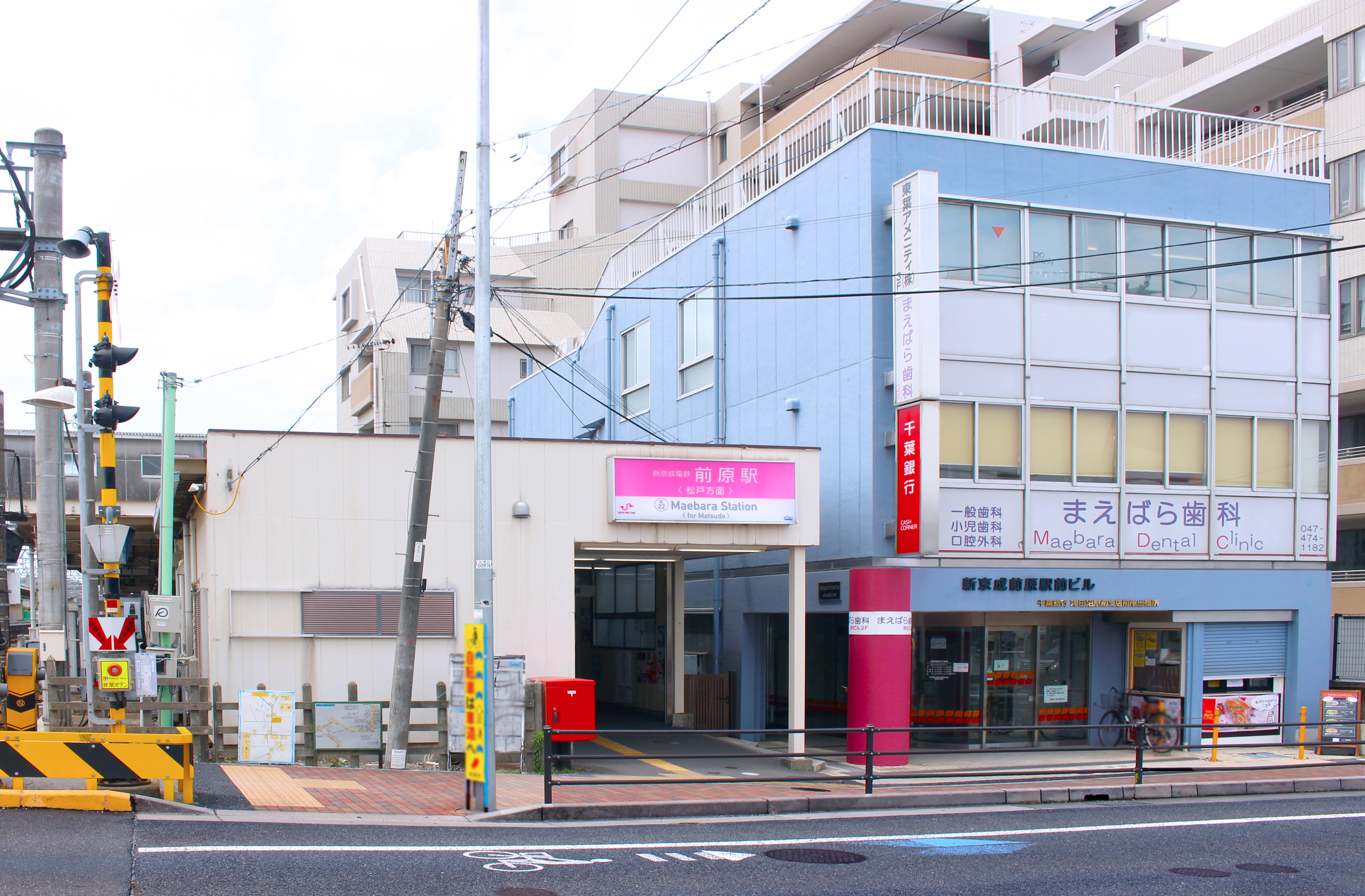
新京成電鉄時代の津田沼方面口（2024年6月）
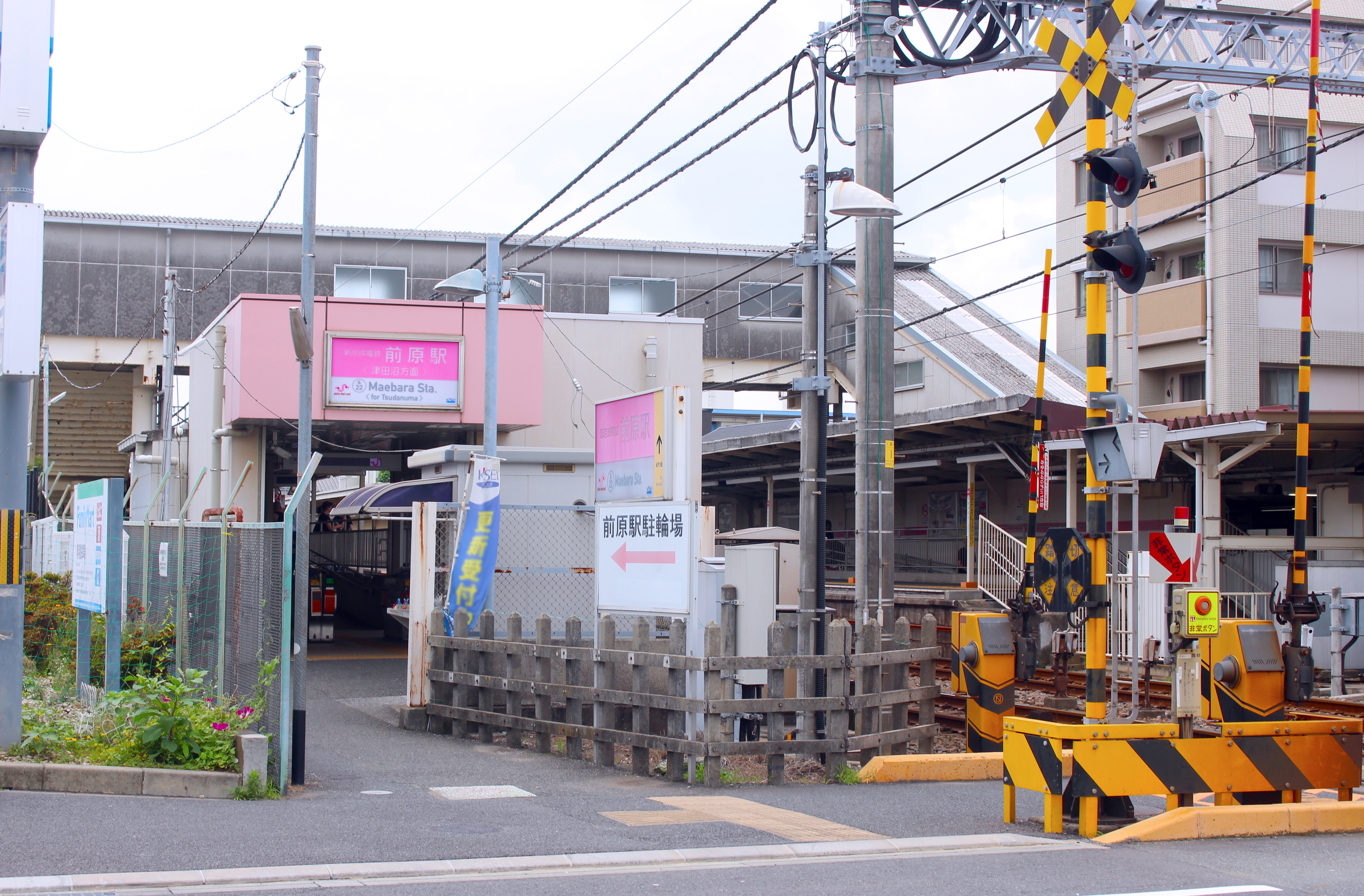
新京成電鉄時代の松戸方面口（2024年6月）

## 駅構造
相対式ホーム2面2線を持つ地上駅である。ホームは車椅子乗車指定位置（最後尾）付近のみ嵩上げされている。またトイレは（1番線）下りホームのみに設置されており、新京成の駅で唯一男女兼用で多目的トイレの設置がなかったが、2020年3月25日から男女別になり、多目的トイレが使用開始された。なお工事期間中は上り改札口付近に仮設トイレが設置されていた。両ホームは跨線橋で結ばれている。
夜間・早朝は駅員無配置で遠隔システムによって管理されている（新津田沼駅管理）。改札口付近に「券面書画台」という接写カメラのついたインターホンがあり、乗り越し精算や旅客と係員の通話に使用されている。その他、通常のインターホンもホームなどに設置されている。自動精算機も設置されている。構内のほぼ全域に監視カメラが設置されている。
駅脇の踏切は自動車がようやくすれ違えるほど道幅が狭く、歩道も無いことから危険視されていたが、2006年（平成18年）2月に拡幅工事が終了し、歩道付きで車道も余裕のある広さの踏切が新たに設置された。さらに2007年（平成19年）3月には国道296号側に新たに津田沼方面口が設置された。津田沼方面口には窓口は存在しない。

### のりば
| 番線 | 路線   | 方向 | 行先                               |
| ---- | ------ | ---- | ---------------------------------- |
| 1    | 松戸線 | 下り | 新津田沼・京成津田沼・千葉方面     |
| 2    | 松戸線 | 上り | 北習志野・新鎌ヶ谷・八柱・松戸方面 |

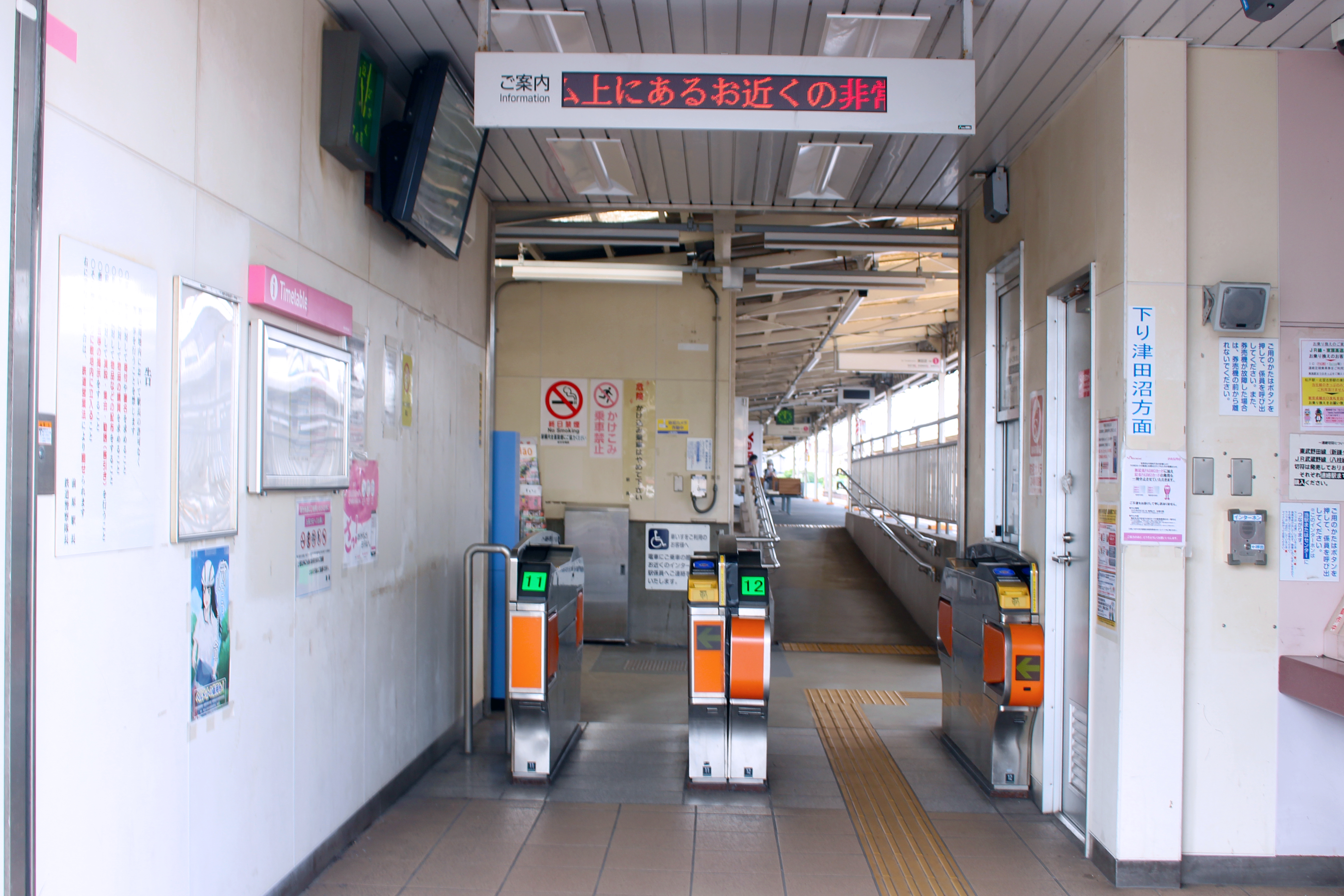
津田沼方面口の改札口（2024年6月）
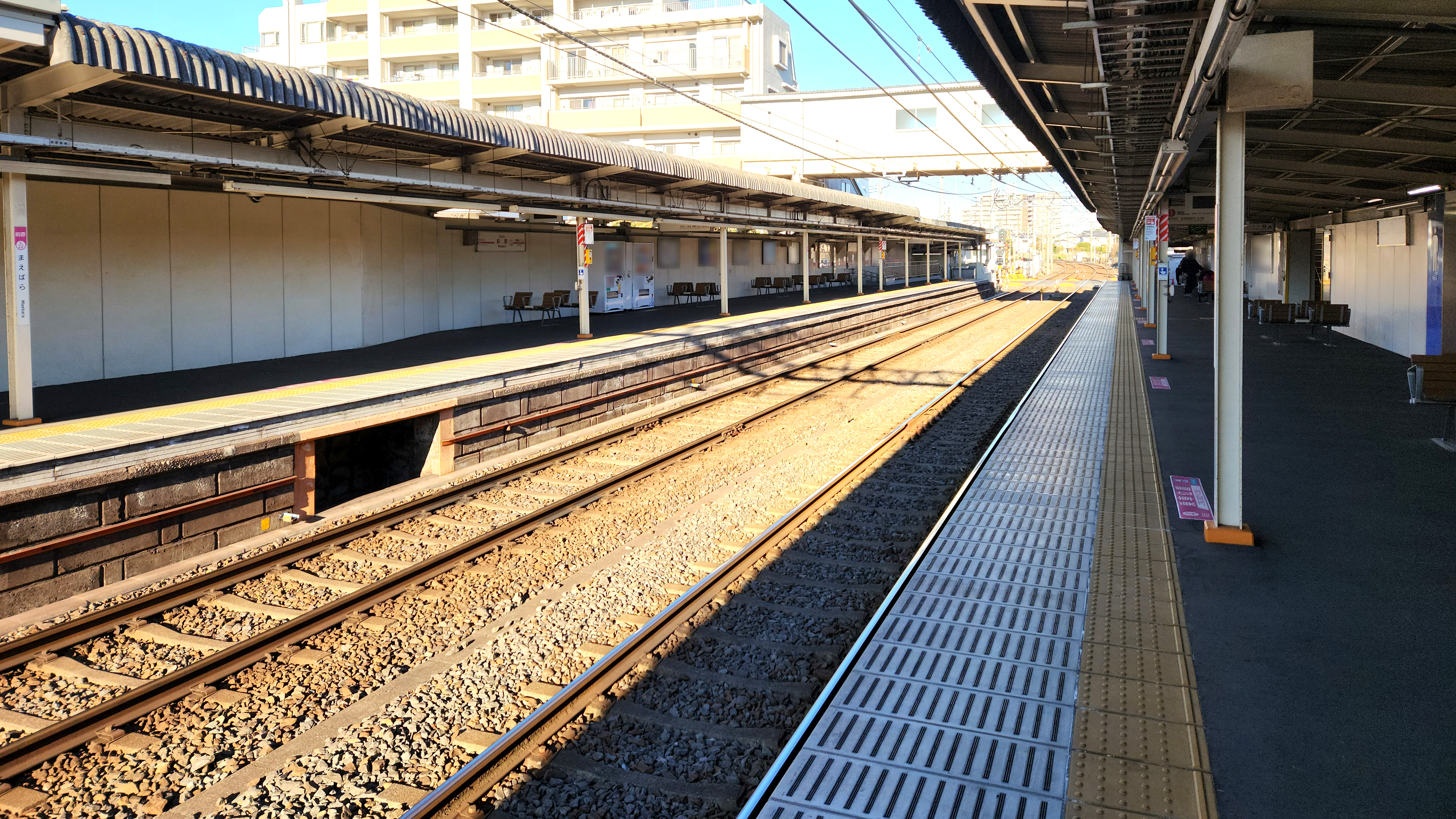
駅ホーム（2023年1月）

## 利用状況
2024年度の一日平均乗降人員は10,432人である。近年の推移は下表の通り。
| 年度               | 乗降人員 | 一日平均 乗車人員 |
| ------------------ | -------- | ----------------- |
| 2007年（平成19年） |          | 3,397             |
| 2008年（平成20年） |          | 3,540             |
| 2009年（平成21年） |          | 3,657             |
| 2010年（平成22年） |          | 3,747             |
| 2011年（平成23年） |          | 3,616             |
| 2012年（平成24年） |          | 3,837             |
| 2013年（平成25年） |          | 4,048             |
| 2014年（平成26年） |          | 4,116             |
| 2015年（平成27年） |          | 4,325             |
| 2016年（平成28年） |          | 4,473             |
| 2017年（平成29年） | 8,932    | 4,555             |
| 2018年（平成30年） | 9,362    | 4,772             |
| 2019年（令和元年） | 9,578    | 4,876             |
| 2020年（令和02年） | 7,857    |                   |
| 2021年（令和03年） | 8,613    |                   |
| 2022年（令和04年） | 9,360    |                   |
| 2023年（令和05年） | 9,983    |                   |
| 2024年（令和06年） | 10,432   |                   |

## 駅周辺
津田沼方面口側には江戸時代後半、成田詣ででにぎわった成田街道（国道296号）が走り、往時の面影を残す旧家も点在する。

### 松戸方面口

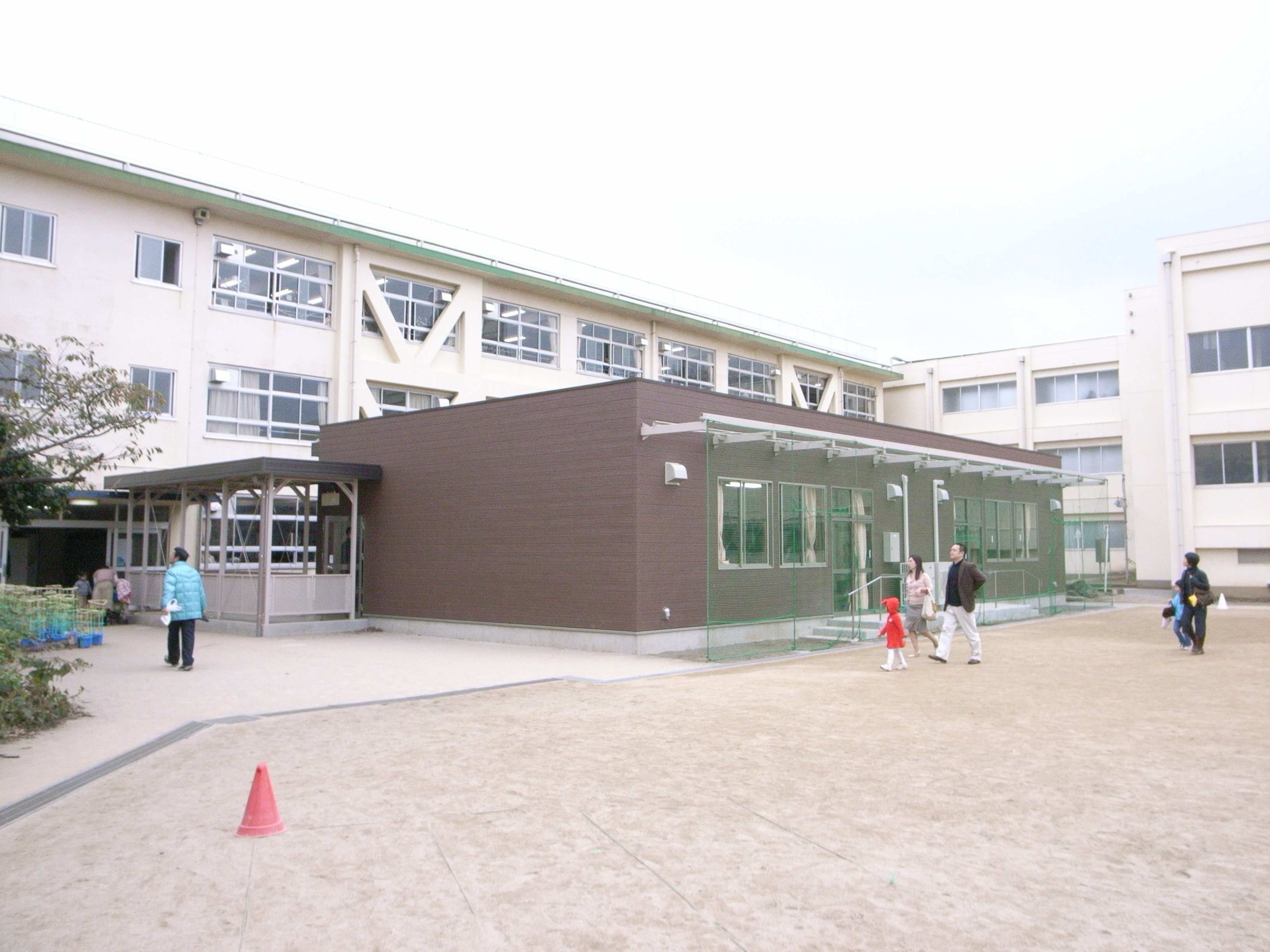
船橋市立中野木小学校

- 船橋市立前原中学校
- 船橋市立前原小学校
- 船橋市立中野木小学校
- 船橋中央自動車学校
- 船橋前原団地内郵便局
- 船橋二宮郵便局
- 医療法人同和会千葉病院
- アルビス前原（旧前原団地）
- リブレ京成 アルビス前原店
- ワイズマートディスカ 飯山満店
- ウエルシア薬局 船橋前原駅前店
- NTT東日本船橋グラウンド
- アルビス前原中央公園

### 津田沼方面口
- 船橋市立二宮小学校
- 津田沼自動車教習所
- 船橋前原東郵便局
- 東京東信用金庫 津田沼支店
- トップマート 津田沼店
- 海松台公園
- 田喜野井公園

## バス路線
| のりば     | 系統                           | 主要経由地                             | 行先           | 運行会社                | 所管     | 備考   |
| ---------- | ------------------------------ | -------------------------------------- | -------------- | ----------------------- | -------- | ------ |
| 前原駅入口 | 緑03 津04 津05 津16 津08 津08A |                                        | 津田沼駅       | ■京成バス千葉セントラル | 習志野西 |        |
| 前原駅入口 | 津04                           | 薬園台駅入口・自衛隊前                 | 北習志野駅     | ■京成バス千葉セントラル | 習志野西 |        |
| 前原駅入口 | 津05                           | 薬園台駅入口・自衛隊前                 | 習志野車庫     | ■京成バス千葉セントラル | 習志野西 |        |
| 前原駅入口 | 津06                           | 薬園台駅入口                           | 自衛隊前       | ■京成バス千葉セントラル | 習志野西 |        |
| 前原駅入口 | 津08                           | 薬園台駅入口・田喜野井入口             | 二宮神社前     | ■京成バス千葉セントラル | 習志野西 |        |
| 前原駅入口 | 津08A                          | 薬園台駅入口                           | 田喜野井入口   | ■京成バス千葉セントラル | 習志野西 | 朝のみ |
| 前原駅入口 | 津16                           | 薬園台駅入口・自衛隊前                 | 高津団地中央   | ■京成バス千葉セントラル | 習志野西 |        |
| 前原駅入口 | 緑03                           | 薬園台駅入口・自衛隊前                 | 八千代緑が丘駅 | ■京成バス千葉セントラル | 習志野西 |        |
| 前原駅入口 | 神崎線                         |                                        | 津田沼駅       | ■京成バス千葉セントラル | 印西     |        |
| 前原駅入口 | 神崎線                         | 薬園台駅入口・自衛隊前                 | 八千代緑が丘駅 | ■京成バス千葉セントラル | 印西     |        |
| 前原駅入口 | 神崎線                         | 薬園台駅入口・自衛隊前・八千代緑が丘駅 | 船尾車庫       | ■京成バス千葉セントラル | 印西     |        |

## 隣の駅
京成電鉄
 松戸線
薬園台駅 (KS68) - 前原駅 (KS67) - 新津田沼駅 (KS66)